# Cimbasso

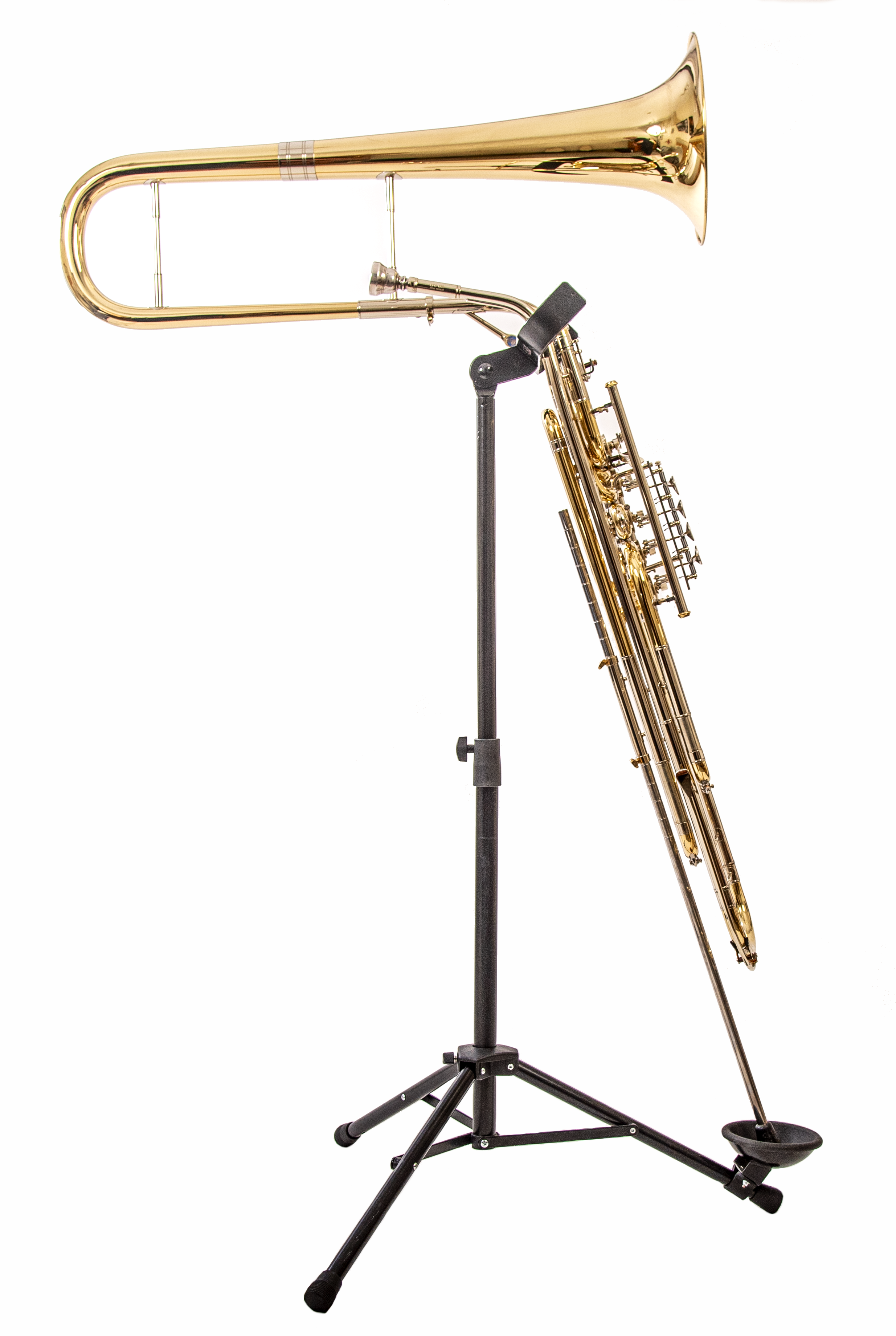
Cimbasso in F

Cimbasso wird heute eine Bass- oder Kontrabass-Ventilposaune mit 4 bis 5 Zylinder- oder Drehventilen in Es, F, C oder B genannt. Der Cimbasso hat ungefähr den Tonumfang einer Basstuba, mischt sich klanglich aber besser mit den Posaunen. Der Klang eines Cimbasso mag wohl am ehesten an eine Mischung aus Tuba und (Bass-)Posaune erinnern.

## Verwendung
Ventilposaunen sind in der Blasmusik verbreitet, so auch in der italienischen Banda, die häufig in Opern als Bühnenmusik erscheint. Der moderne Cimbasso ist eine deutsche Weiterentwicklung der tiefen Ventilposaune und wird gerne im Opernorchester für italienische Opern des 19. und 20. Jahrhunderts verwendet. Sein Einsatz aus der Perspektive der historisch informierten Aufführungspraxis ist allerdings umstritten.
Ferner kommt der Cimbasso heute auch vermehrt in Filmmusik zum Einsatz, wo er ebenfalls zur Ergänzung des tiefen Blech-Registers dient.

## Geschichte
Das Wort Cimbasso erscheint erstmals in Opernpartituren von Bellini (Norma, 1831) und Verdi. Verdi verwendet diese Bezeichnung, die ursprünglich c. in basso (corno in Basso, corno inglese di basso) bedeutet, als Sammelbegriff für die gebräuchlichen tiefen konischen Blasinstrumente der Zeit wie Basshorn („Russisches Fagott“), Serpent oder die modernere Ophikleide. Auch der Bombardon, eine Wiener Weiterentwicklung der Ophikleide mit Ventilen (also eine frühe Form der Basstuba) führte die Cimbasso-Stimme aus. – Ein Hinweis darauf, dass es zur damaligen Zeit ein Instrument namens Cimbasso gab, existiert nicht. Es ist einfach die tiefste Stimme der Blechbläser gemeint, während das konkrete Instrument wechselte.
Ein Anzeichen, dass der spätere Verdi den Posaunenklang im Bass schätzte, gibt es jedoch: Als er in seiner Mailänder Zeit seine Idealvorstellung einer Orchesterbesetzung überdachte, wünschte er sich neben den beiden Tenorposaunen eine Bassposaune und eine Kontrabassposaune in B, die er durch die Mailänder Firma G. Pelitti bauen ließ. Diesen Posaunensatz schreibt Verdi in seinen Opern Otello, Falstaff und in den Sacri Pezzi vor. Dabei bezeichnet er die vierte Stimme allerdings nicht mit Cimbasso, sondern mit „Trombone basso“.
Der Trombone Contrabbasso mit vier Drehventilen, den verschiedene Instrumentenbauer in Italien herstellten, wie etwa G. Palmisano in Verona, wurde dagegen oft Cimbasso genannt, weil das Instrument die tiefste Stimme ausführte.

## Gegenwart
Heute wird die „Cimbasso“-Stimme jener Opern oft von Tubisten auf dem heute so genannten Cimbasso gespielt, der dazu mit einem Kesselmundstück ausgerüstet wird. Dieses Instrument hat eine zylindrische Bohrung, gehört also zu den Trompeteninstrumenten. Hector Berlioz ist in seiner Instrumentationslehre (1844) auch noch keine Bassposaune mit Ventilen bekannt. Es handelt sich also um ein Instrument, das von den historischen Instrumenten in der Funktion des Cimbasso grundsätzlich verschieden ist, um dem Orchesterklang des 20. Jahrhunderts Genüge zu tun, bei dem vor allem die Posaunen erheblich klangstärker sind als im Orchester des 19. Jahrhunderts, in dem lange noch die sogenannten Barockposaunen vorherrschten.
Das moderne mit Cimbasso bezeichnete Instrument wurde von dem deutschen Instrumentenfachmann Hans Kunitz in den 1950er Jahren entwickelt. Die Bassposaune von Kunitz war noch eine Zugposaune mit zwei Ventilen, um die chromatischen Passagen bei Verdi zu erleichtern. Sie wurde von den Gebr. Alexander Mainz ab 1959 unter dem Namen Cimbasso-Bassposaune hergestellt. Die Instrumentenbauer-Familie Thein in Bremen entwickelte daraus in der Folge eine reine Ventil-Bassposaune in F mit fünf Zylinderventilen, die sie ebenfalls Cimbasso nannte.